# 3-溴氧杂环丁烷
3-溴氧杂环丁烷（3-溴𫫇丁环）是一种有机溴化合物，化学式为C3H5BrO。它可由4-甲苯磺酸-3-氧杂环丁酯和碱金属溴化物在三乙二醇中加热反应得到。它和其它溴代烃一样，可以参与偶联反应，如和丙烯酸苯酯在催化下反应，可以得到3-氧杂环丁基丙酸苯酯；它和2-乙炔基吡啶在叠氮化钠存在下反应，可以得到2-[1-(3-氧杂环丁基)-1H-1,2,3-三唑-4-基]吡啶。